# علي خان كندي (قشلاق الشرقي)
علي خان کندي (بالإنجليزية: Ali Khan Kandi)‏ هي قرية تقع في إيران في أردبيل. يقدر عدد سكانها بـ 46 نسمة .